# 南村梅軒

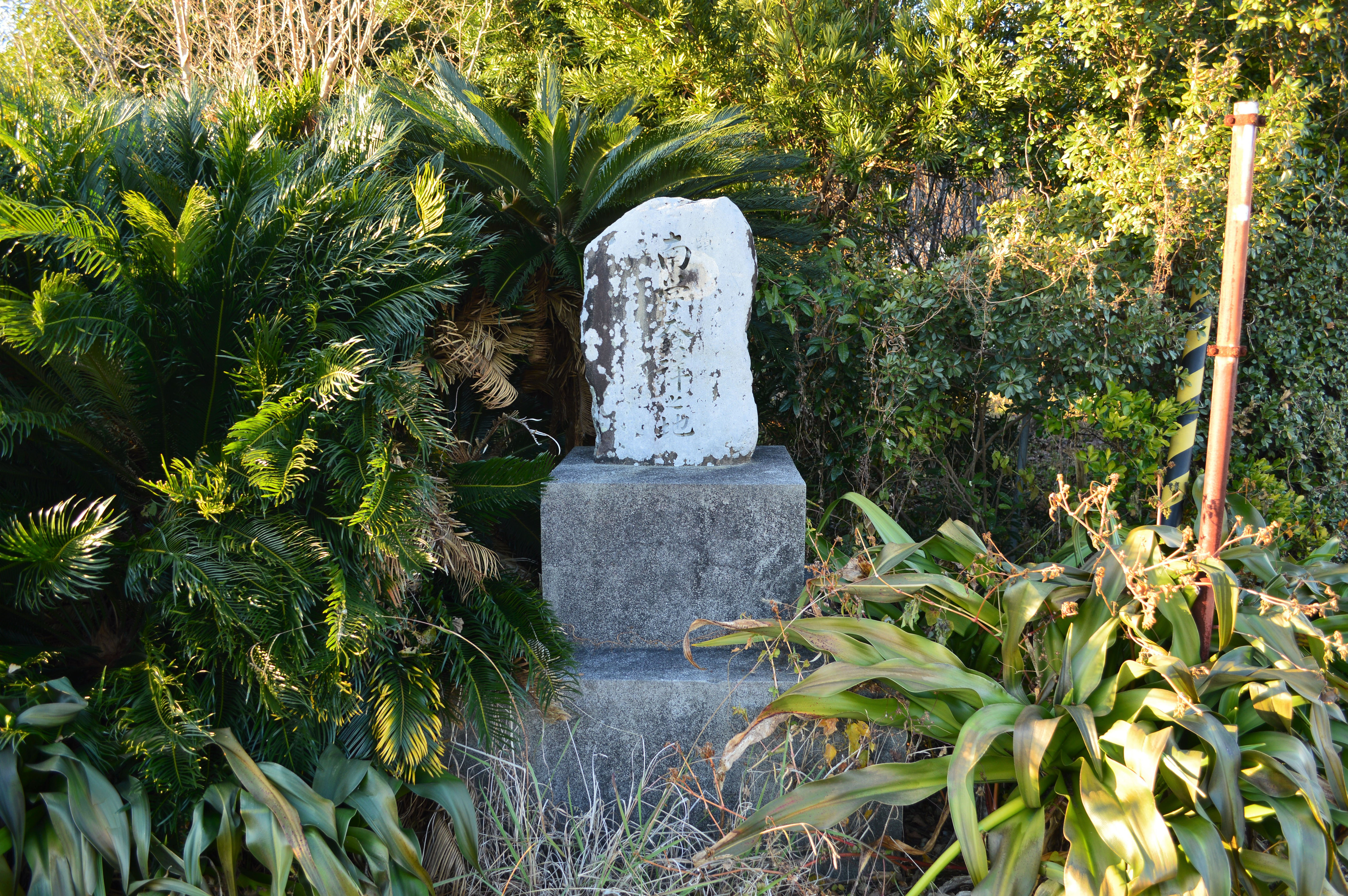
南学発祥之地碑（高知県高知市）

南村 梅軒（みなみむら ばいけん、? - 天正7年（1579年）?）は戦国時代の儒学者。号は離明翁。周防国（現・山口県）出身。江戸時代に発達した土佐儒学（南学）の祖と称される。
周防で大内義隆に仕えたのち、天文年間に土佐国へ渡り程朱学を弘岡城主・吉良宣経に講じたという。宣経が没すると再び周防へ帰って大内義長に仕え、隠棲したのちその地で没した。谷時中らの南学は彼の学の系統とされている。主な著書に『三十六策問』がある。
近年の歴史学の進展に伴い、江戸時代初期の儒学者・大高坂芝山が捏造した架空の人物であるとの説が有力となってその存在が疑問視され、2003年度版からは山川出版社の高等学校検定教科書においてその記述が削除されている。